# Byun Jung-il
Byun Jung-il  (* 16. November 1968 in Seoul) ist ein ehemaliger südkoreanischer Boxer im Bantamgewicht.

## Profikarriere
Er nahm 1988 an den Olympischen Sommerspielen in Seoul teil.
Im Jahre 1990 begann Jung-Il Byun erfolgreich seine Profikarriere. Am 28. März 1993, bereits in seinem 9. Kampf, boxte er gegen Victor Rabanales um den Weltmeistertitel des Verbandes WBC und siegte durch einstimmigen Beschluss. Diesen Gürtel verteidigte Jung-Il Byun noch im selben Jahr gegen Josefino Suarez nach Punkten und verlor ihn an Yasuei Yakushiji durch geteilte Punktentscheidung.  
Ende Juli des darauffolgenden Jahres trat Jung-Il Byun im direkten Rematch gegen Yakushiji an und musste sich durch T.K.o. geschlagen geben. Nach dieser Niederlage beendete er seine Karriere. Jung-Il Byun absolvierte insgesamt nur 12 Profikämpfe.